# Porovnání vnitřních počítačů na vozítkách na Marsu
Vnitřní počítače na různých vozítkách NASA, (které byly poslány na planetu Mars), musí vydržet vysokou radiaci a velké změny teplot ve vesmíru, a proto jsou v porovnání s počítači běžně používanými na Zemi jejich výpočetní prostředky omezené.
Přímé ovládání vozítek na Marsu není možné, protože čas potřebný k výměně informací mezi řídicím střediskem na Zemi a vozítkem na Marsu se pohybuje v rozmezí od 8 do 42 minut a je možné jen párkrát za marsovský den. Kvůli tomu musí řídící středisko na Zemi naplánovat práci na celý den dopředu a pak poslat příkazy vozítku.
Vozítko používá autonomní software schopný rozhodovat se podle údajů ze senzorů. Autonomní software je průběžně zdokonalován, například Sojourner dokáže pro každý pár stereo obrázků generovat 20 trojrozměrných bodů zatímco Spirit a Opportunity umí vygenerovat od 15 000 do 40 000 3D bodů.
| Vozítko (mise, organizace, rok)                                                                  | CPU               | RAM                                     | Paměť pro program        | EEPROM                          | Operační systém        | CPU čas pro autonomní software |
| ------------------------------------------------------------------------------------------------ | ----------------- | --------------------------------------- | ------------------------ | ------------------------------- | ---------------------- | ------------------------------ |
| Sojourner (Pathfinder, NASA, 1997)                                                               | 2 MHz Intel 80C85 | 512 KB (Micron MT1008) 64 KB (IBM 2586) | 16 KB (PROM Harris 6617) | 160 KB (5×SEEQ 28C256 po 32 KB) | VxWorks (multitasking) | žádný možný                    |
| Spirit a Opportunity (Mars Exploration Rover (MER), NASA, 2004)                                  | 20 MHz RAD6000    | 128 MB                                  | 256 MB (Flash)           | 3 MB                            | VxWorks (multitasking) | méně než 75%                   |
| Curiosity (Mars Science Laboratory (MSL), NASA, 2011) Perseverance (Mars 2020 (MSL), NASA, 2020) | 200 MHz RAD750    | 256 MB                                  | 2 GB (Flash)             | 256 KB                          | VxWorks (multitasking) | méně než 75%                   |